# United States Pentagon Police

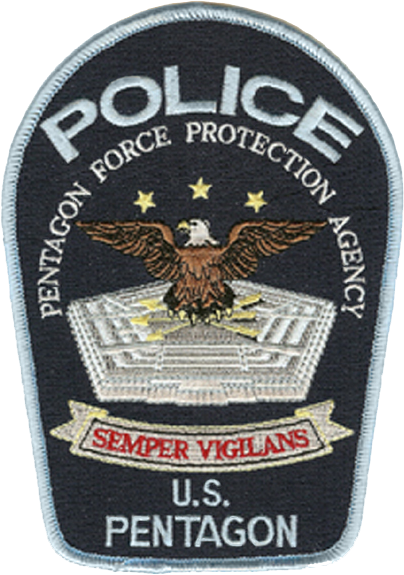
Badge de la USPPD depuis 2002.

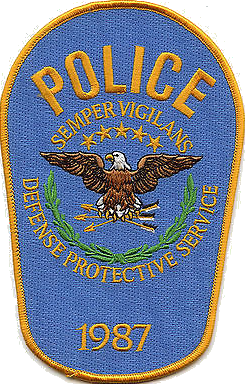
Badge de la DPS fondé en 1987.

L'United States Pentagon Police (USPPD), est la force de police fédérale du secrétaire à la Défense des États-Unis. Sa mission est de faire respecter la loi et de protéger le Pentagone, siège du département de la Défense à Arlington en Virginie, près de la capitale fédérale, Washington depuis sa fondation en 1987.
Elle bénéficie d'une juridiction exclusive sur les terrains occupés par le Pentagone et partage cette juridiction avec les autres forces de police (fédérale, d'état et locale) sur une zone d'environ 1,11 km2 autour du complexe. Les officiers de police de l'USPPD peuvent également intervenir sur tous les bâtiments occupés par le département de la Défense dans la région de Washington et à la Cour d'appel des États-Unis pour les forces armées à Washington. Ils sont en plus chargés de la protection de différentes hautes personnalités du département de la Défense. Son personnel est un personnel civil assermenté.

## Historique

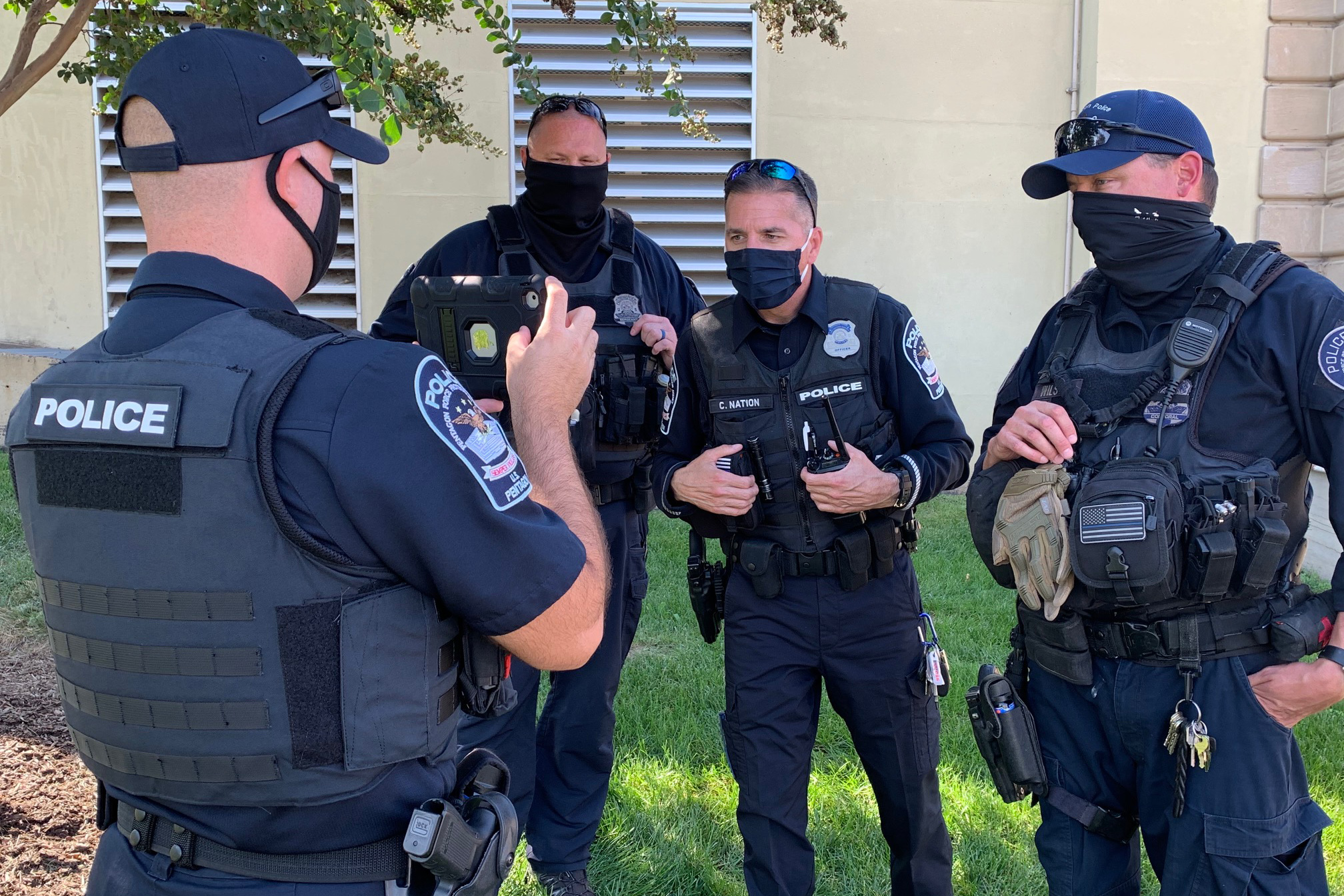
Des officiers de police du USPP le 7 octobre 2020.

À partir de la fondation en 1949 de l'Administration des services généraux (ASG), ce sont des agents civils de l'United States Special Police de cette administration qui sont chargés de la sécurité du Pentagone. L'ASG crée en janvier 1971 le Service fédéral de protection des États-Unis devant la multiplication des menaces.
Lorsque de la délégation de la mission de protection des lieux est délégué au département de la Défense, ce dernier met en place le Defense Protective Service le 1er octobre 1987.
L'USPPD est ensuite rattaché à la Pentagon Force Protection Agency (en), une agence fédérale créée le 3 mai 2002 après les attentats du 11 septembre 2001, chargée de tous les aspects de sécurité concernant le département de la Défense.
Le 14 février 2005, un policier est écrasé volontairement par un véhicule volé.
Le 3 août 2021, un policier est tué à l'arme blanche dans la station de bus du Pentagone et son agresseur abattu.